# Premio Shugoro Yamamoto
Il  Premio Shugoro Yamamoto  ( 山本周五郎賞 ?,  Yamamoto Shūgorō Shō) è un premio letterario giapponese assegnato annualmente ad un'opera di narrativa considerata esemplificativa dell'arte della narrazione.
Istituito ed assegnato dalla casa editrice Shinchosha a partire dal 1988, è dedicato alla memoria dello scrittore Shūgorō Yamamoto, autore di romanzi storici molto popolare in patria.
La cerimonia di premiazione, che riconosce a ciascun vincitore un premio di un milione di Yen, avviene solitamente nel mese di maggio in contemporanea con il Premio Mishima Yukio.
| Anno | Autore             | Titolo originale                                                                         | Traduzione italiana          |
| ---- | ------------------ | ---------------------------------------------------------------------------------------- | ---------------------------- |
| 1988 | Taichi Yamada      | Ijin tachi to no Natsu (異人たちとの夏?)                                                 | Estranei                     |
| 1989 | Banana Yoshimoto   | TUGUMI                                                                                   | Tsugumi                      |
| 1990 | Joh Sasaki         | Etorofu-hatsu Kinkyūden (エトロフ発緊急電?)                                              |                              |
| 1991 | Itsura Inami       | Dakku Kōru (ダック・コール?)                                                             |                              |
| 1992 | Yoichi Funado      | Suna no Kuronikuru (砂のクロニクル?)                                                     |                              |
| 1993 | Miyuki Miyabe      | Kasha (火車?)                                                                            | Il passato di Shoko          |
| 1994 | Teruhiko Kuze      | 1934 nen Fuyu: Rampo (一九三四年冬―乱歩?)                                                |                              |
| 1995 | Hōsei Hahakigi     | Heisa Byōtō (閉鎖病棟?)                                                                  |                              |
| 1996 | Arata Tendō        | Kazoku-Gari (家族狩り?)                                                                  |                              |
| 1997 | Yūichi Shinpo      | Dasshu (奪取?)                                                                           |                              |
| 1997 | Setsuko Shinoda    | Gosaintan: Kami no Za (ゴサインタン―神の座―?)                                            |                              |
| 1998 | Yang Sok-il        | Chi to Hone (血と骨?)                                                                    |                              |
| 1999 | Kiyoshi Shigematsu | Eiji (エイジ?)                                                                           |                              |
| 2000 | Shimako Iwai       | Bokkē, Kyōtē (ぼっけえ、きょうてえ?)                                                     |                              |
| 2001 | Yuzaburo Otokawa   | Go nen no Ume (五年の梅?)                                                                |                              |
| 2001 | Kaho Nakayama      | Shiroi Bara no Fuchi made (白い薔薇の淵まで?)                                            |                              |
| 2002 | Shuichi Yoshida    | Parēdo (パレード?)                                                                       | Appartamento 401             |
| 2002 | Kaori Ekuni        | Oyogu no ni Anzen de mo Tekisetsu de mo Arimasen (泳ぐのに、安全でも適切でもありません?) |                              |
| 2003 | Natsuhiko Kyogoku  | Nozoki Koheiji (覘き小平次?)                                                             |                              |
| 2004 | Tatsuya Kumagai    | Kaikō no Mori (邂逅の森?)                                                                |                              |
| 2005 | Ryōsuke Kakine     | Kimi tachi ni Asu wa Nai (君たちに明日はない?)                                           |                              |
| 2005 | Hiroshi Ogiwara    | Ashita no Kioku (明日の記憶?)                                                            |                              |
| 2006 | Haruaki Utsukibara | Antoku Tennō Hyōkaiki (安徳天皇漂海記?)                                                  |                              |
| 2007 | Tomihiko Morimi    | Yoru wa Mijikashi Aruke yo Otome (夜は短し歩けよ乙女?)                                   |                              |
| 2007 | Riku Onda          | Nakaniwa no Dekigoto (中庭の出来事?)                                                     |                              |
| 2008 | Kōtarō Isaka       | Gōruden Suranbā (ゴールデンスランバー?)                                                  |                              |
| 2008 | Bin Konno          | Kadan: Impei Sōsa 2 (果断 隠蔽捜査2?)                                                    |                              |
| 2009 | Kazufumi Shiraishi | Kono Mune ni Fukabuka to Tsukisasaru Ya o Nuke (この胸に深々と突き刺さる矢を抜け?)       |                              |
| 2010 | Shūsuke Michio     | Kōbai no Hana (光媒の花?)                                                                |                              |
| 2010 | Tokurō Nukui       | Kōkai to Shinjitsu no Iro (後悔と真実の色?)                                              |                              |
| 2011 | Misumi Kubo        | Fugainai Boku wa Sora o Mita (ふがいない僕は空を見た?)                                   | Io codardo guardavo il cielo |
| 2012 | Maha Harada        | Rakuen no Kanvasu (楽園のカンヴァス?)                                                    |                              |
| 2013 | Fuyumi Ono         | Zan'e (残穢?)                                                                            |                              |
| 2014 | Honobu Yonezawa    | (満願?, Mangan)                                                                          |                              |
| 2015 | Asako Yuzuki       | Nile Perch Women's Club (ナイルパーチの女子会?, Nairu pāchi no Joshikai)                 |                              |
| 2016 | Kanae Minato       | Utopia (ユートピア?, Yūtopia)                                                            |                              |
| 2017 | Takako Satō        | Going Out in the Bright Night (明るい夜に出かけて?, Akarui yoru ni dekakete)             |                              |
| 2018 | Satoshi Ogawa      | Kingdom of the Game (ゲームの王国?, Gēmu no õkoku)                                       |                              |
| 2019 | Kasumi Asakura     | (平場の月?, Hiraba no Tsuki)                                                             |                              |
| 2020 | Kazumasa Hayami    | (ザ・ロイヤルファミリー?, Za roiyaru famirī)                                             |                              |
| 2021 | Kiwamu Satō        | Tezcatlipoca (テスカトリポカ?, Tesukatoripoka)                                           |                              |
| 2022 | Kotaro Sunahara    | 黛家の兄弟 (Mayuzumi-ka no kyōdai?)                                                      |                              |
| 2023 | Sayako Nagai       | (木挽町のあだ討ち?, Kobikimachi no adauchi)                                              |                              |
| 2024 | Yugo Aozaki        | (地雷グリコ?, Jirai Guriko)                                                              |                              |